# Theodor Brinkmann
Johann Heinrich Theodor Brinkmann (* 24. April 1877 in Marl; † 11. August 1951 in Bonn) war ein deutscher Agrarwissenschaftler.

## Leben

### Familie und Ausbildung
Der katholisch getaufte, gebürtige Marler Theodor Brinkmann, Sohn des Bauern Johann Theodor Brinkmann (1843–1922) sowie dessen aus Scholven stammender Ehegattin Josefine geborene Strangemann  (1852–1919), durchlief die Volksschule und später die Rektoratsschule in Buer sowie die Landwirtschaftsschule in Lüdinghausen mit dem Reifezeugnis für den „Einjährigen freiwilligen Militärdienst“ (Einjähriges). Danach arbeitete er sieben Jahre im elterlichen Betrieb (1897/1898 unterbrochen für den Militärdienst), verzichtete als Anerbe und begann 1901 mit dem Studium der Landwirtschaft an der Landwirtschaftlichen Hochschule in Poppelsdorf bzw. der Nationalökonomie an der Rheinischen Friedrich-Wilhelms-Universität Bonn. Das setzte er an der Friedrich-Schiller-Universität Jena fort und legte hier 1904 die Prüfungen (auch als Tierzuchtleiter) ab.
Theodor Brinkmann heiratete im Jahre 1915 die aus Neuenahr gebürtige Charlotte, Tochter des Sanitätsrats Wilhelm Niessen (1859–1942). Aus dieser Ehe entstammten zwei Söhne sowie eine Tochter.

## Berufliche Laufbahn
Theodor Brinkmann erhielt nach seinem Studienabschluss eine Stelle als Wissenschaftlicher Assistent am Landwirtschaftlichen Institut in Jena, erwarb 1906 den akademischen Grad eines Dr. phil., arbeitete kurze Zeit an der Versuchsstation und Lehranstalt für Molkereiwesen in Kiel und habilitierte sich 1908 – nun wieder in Jena – im Fach landw. Betriebslehre. Im gleichen Jahr übernahm Brinkmann die Vertretung des Lehrstuhls von Friedrich Aereboe in Poppelsdorf, 1911 erfolgte seine Ernennung zum ordentlichen Professor und Institutsdirektor. 1945 war er kurzzeitig Rektor der Rheinischen Friedrich-Wilhelms-Universität Bonn. 1948 wurde er an der Landwirtschaftlichen Fakultät der Rheinischen Friedrich-Wilhelms-Universität Bonn, die 1934 aus der Landwirtschaftlichen Hochschule Poppelsdorf entstand, emeritiert. Zusätzlich war er 1925 sowie von 1928 bis 1930 als landwirtschaftlicher Sachverständiger in Nord- und Südamerika eingesetzt.
Theodor Brinkmann, der 1947 die Ehrendoktorwürde der landwirtschaftlichen Fakultät der Christian-Albrechts-Universität zu Kiel erhielt, erwarb sich insbesondere Verdienste um die Behandlung der landwirtschaftlichen Betriebslehre als systemische Wissenschaft.

## Theodor-Brinkmann-Preis
Die 1977 an der Universität Bonn gegründete Theodor Brinkmann-Stiftung e. V. vergibt ihm zu Ehren neben einem Wissenschaftspreis und einem Nachwuchspreis als Hauptpreis den Theodor-Brinkmann-Preis für „herausragende wissenschaftliche oder auf praktischen Erfahrungen beruhende Leistungen“ auf dem Gebiet der Agrarökonomie. Preisträger waren:
- 1977: Emil Woermann
- 1980: Hans Jungehülsing
- 1983: Gustav Könneke
- 1985: Ernst Berg und Glenn Johnson
- 1989: Joachim Hans Weniger
- 1991: Philip Freiherr von dem Bussche
- 1993: Vinus Zachariasse
- 1998: Otto Strecker
- 2001: Wilhelm Wehland
- 2003: Albert Huber und Jan Kirsch
- 2005: Dirk Ahner
- 2007: Clemens Große Frie
- 2009: Jürgen Zeddies
- 2011: Manfred Nüssel
- 2013: Friedrich Kuhlmann
- 2015: Johannes Frizen
- 2017: Joachim von Braun
- 2019: Helmut Born

## Publikationen
- Die Entwicklung der Schweinezucht in Dänemark, Dissertation. Merseburg 1906.
- Die dänische Landwirtschaft: die Entwicklung ihrer Produktion seit dem Auftreten der internationalen Konkurrenz und ihre Anpassung an den Weltmarkt Vermittels genossenschaftlicher Organisation. G. Fischer, Jena 1908.
- Die Ökonomik des landwirtschaftlichen Betriebes. Tübingen, 1922
- Betriebsführung und Geldwirtschaft des Landwirts im Zeichen der Geldentwertung. P. Parey, Berlin 1923.
- Aus dem Betrieb und der Organisation der Amerikanischen Landwirtschaft. P. Parey, Berlin 1927.
- Entwicklungslinien und Entwicklungsmöglichkeiten der landwirtschaftlichen Erzeugung Argentiniens. P. Parey, Berlin 1930.
- Das Fruchtfolgebild des deutschen Ackerbaues. Universitäts-Buchdruckerei Gebrüder Scheur, Bonn 1943.